# Kabelwerk Eupen
Die Kabelwerk Eupen AG ist ein belgischer Hersteller von Strom-, Telefon-, Fernseh-, Hochsicherheits- und Glasfaserkabeln, Schaumstoffen und Schaumstoffprodukten sowie Kunststoffröhren mit Sitz in Eupen. Das Unternehmen entstand 1909 durch Neugründung und geht zurück auf eine 1747 errichtete Hanfseilerei.

## Geschichte

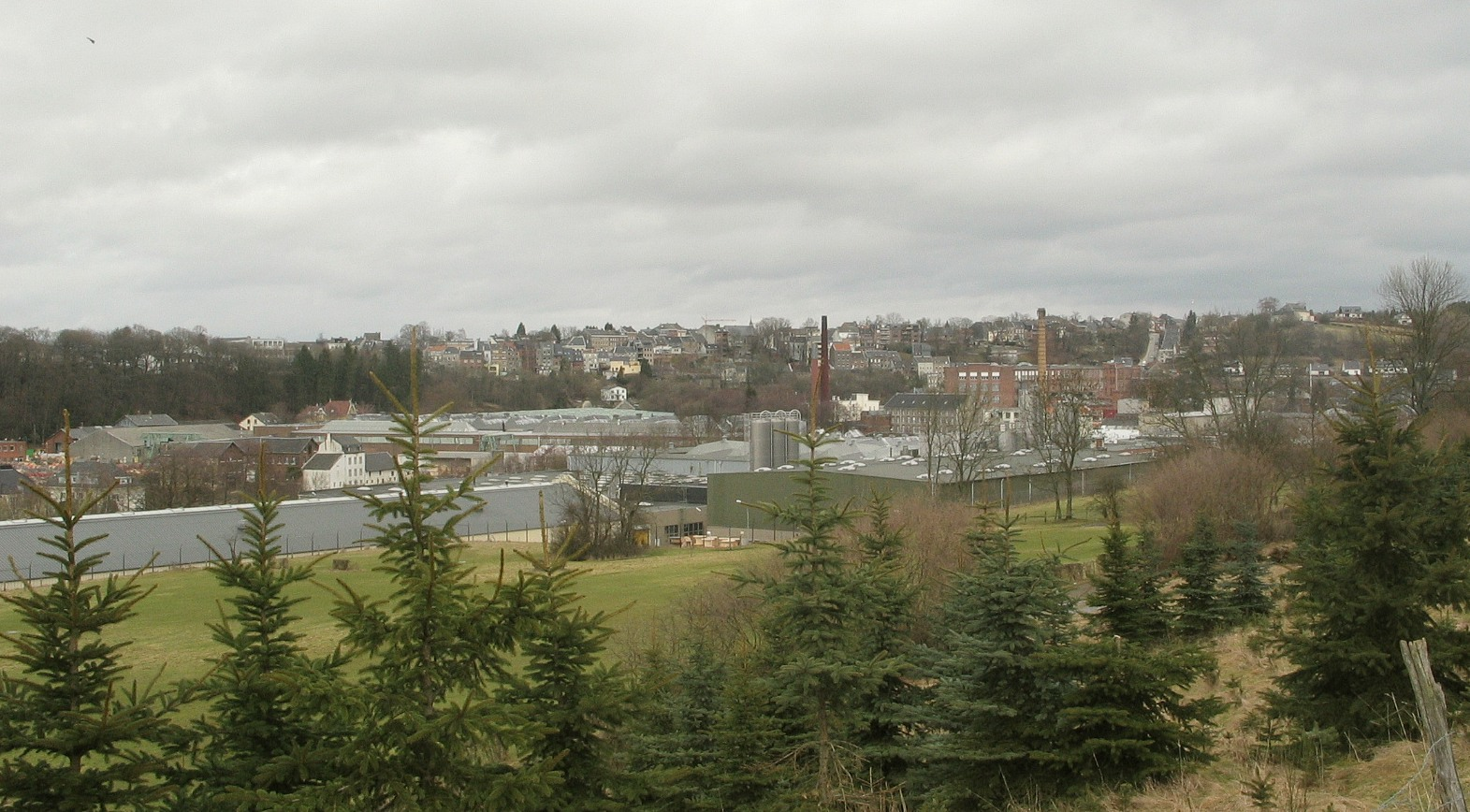
Panorama

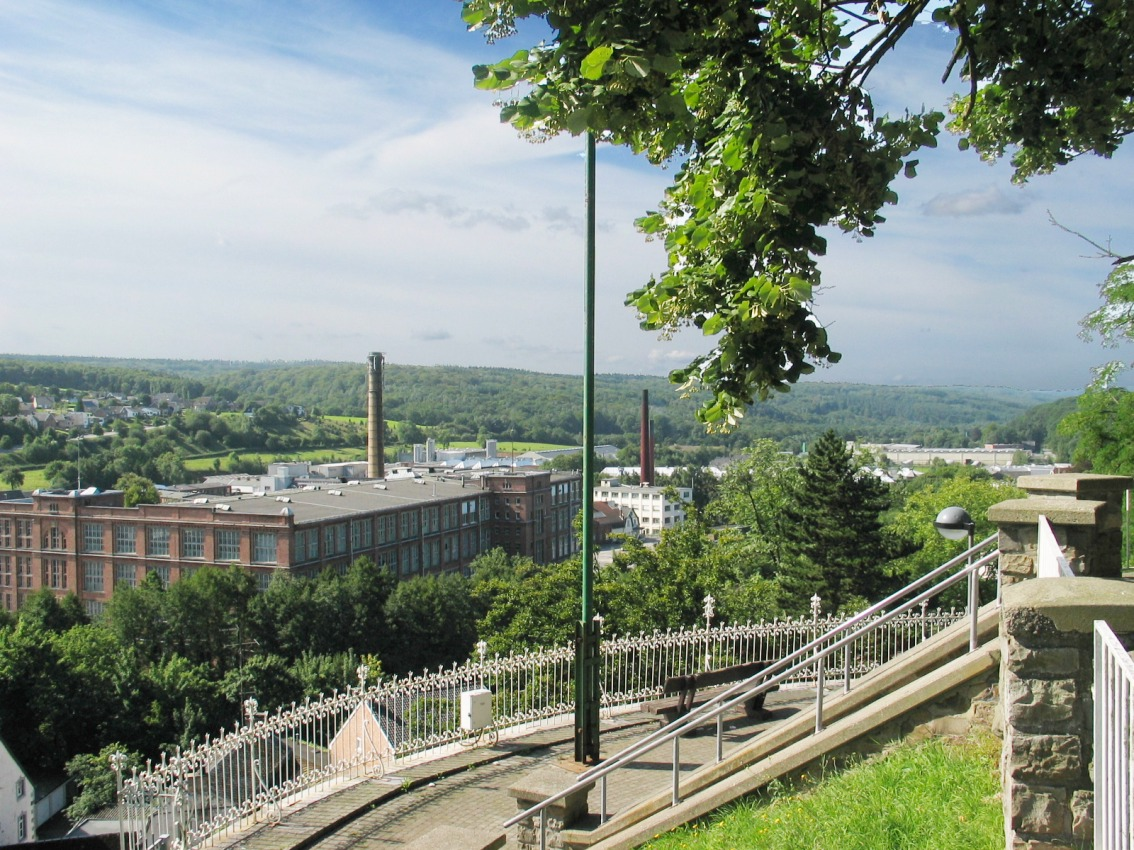
Teilansicht des Hauptwerkes

Die Geschichte des heutigen Kabelwerks beginnt mit der im Jahr 1747 von Jean Pierre Bourseaux (1723–1769) gegründeten Hanfseilmanufaktur „J. P. Bourseaux & Söhne“ in der damals zu den Österreichischen Niederlande gehörenden Stadt. In den ersten Jahren des 20. Jahrhunderts, als Eupen noch zum Deutschen Reich gehörte, erkannten seine Nachkommen in der fünften Generation, die Brüder Matthias Peter August Bourseaux (1871–1934) und Matthias Joseph Carl Bourseaux (1881–1966), in der aufkommenden elektrischen Beleuchtung ihre Chancen und begannen mit der Produktion von elektrischen Leitungen (die isolierten Drähte wurden in den Anfangsjahren noch von einem externen Lieferanten bezogen) in einer ehemaligen Möbel- und Papierhülsenfabrik im Stadtzentrum. Wenige Jahre später war die Nachfrage derart gewachsen, dass das Unternehmen wenige Jahre später in größere Gebäude umziehen musste. In der Nähe der etwa im gleichen Zeitraum gegründeten Kammgarnwerke AG, übernahmen sie 1909 das Fabrikgebäude der ehemaligen Wollspinnerei Feder am Ufer der Weser. Es erfolgte die Gründung der Aktiengesellschaft „Kabelwerk Eupen“. Weitere Anschaffungen wie eine Drahtziehmaschine und eine Gummimischanlage folgten und es konnten jetzt auch Fahrradreifen und Gummisohlen angefertigt werden, letztere wurden bis Anfang der 1970er Jahre produziert.
Nachdem der Kreis Eupen in Folge des Versailler Vertrags im Jahr 1920 Belgien angeschlossen wurde, wurde das Unternehmen nach belgischem Aktienrecht weitergeführt und stand lediglich während der deutschen Besetzung Belgiens im Zweiten Weltkriegzwischen 1940 und 1944 erneut unter deutscher Rechtsaufsicht. Aufgrund des Anschlusses an Belgien wurde zudem 1921 das Tochterunternehmen Kabelwerk Rhenania GmbH in Aachen gegründet, in das ab 1995 eine Fertigungsstätte für Lichtwellenleiterkabel eingerichtet wurde.
Während die benachbarten Kammgarnwerke und andere Textilbetriebe sich von den Folgen der Weltwirtschaftskrise, den Kriegsjahren und dem Aufkommen synthetischer Stoffe nicht erholen konnten und allmählich ihre Produktion reduzierten oder einstellten, übernahmen die Kabelwerke ab 1956 sukzessiv deren frei werdende Gebäude, darunter auch die ehemalige Weißspinnerei der Kammgarnwerke im Ortsteil Hütte, einen alten Mühlenkomplex und eine Gerberei in der Oe und später die Gebäude des Oebahnhofes, sowie nach und nach umfangreiche Wiesengelände.

## Die Nachkriegszeit

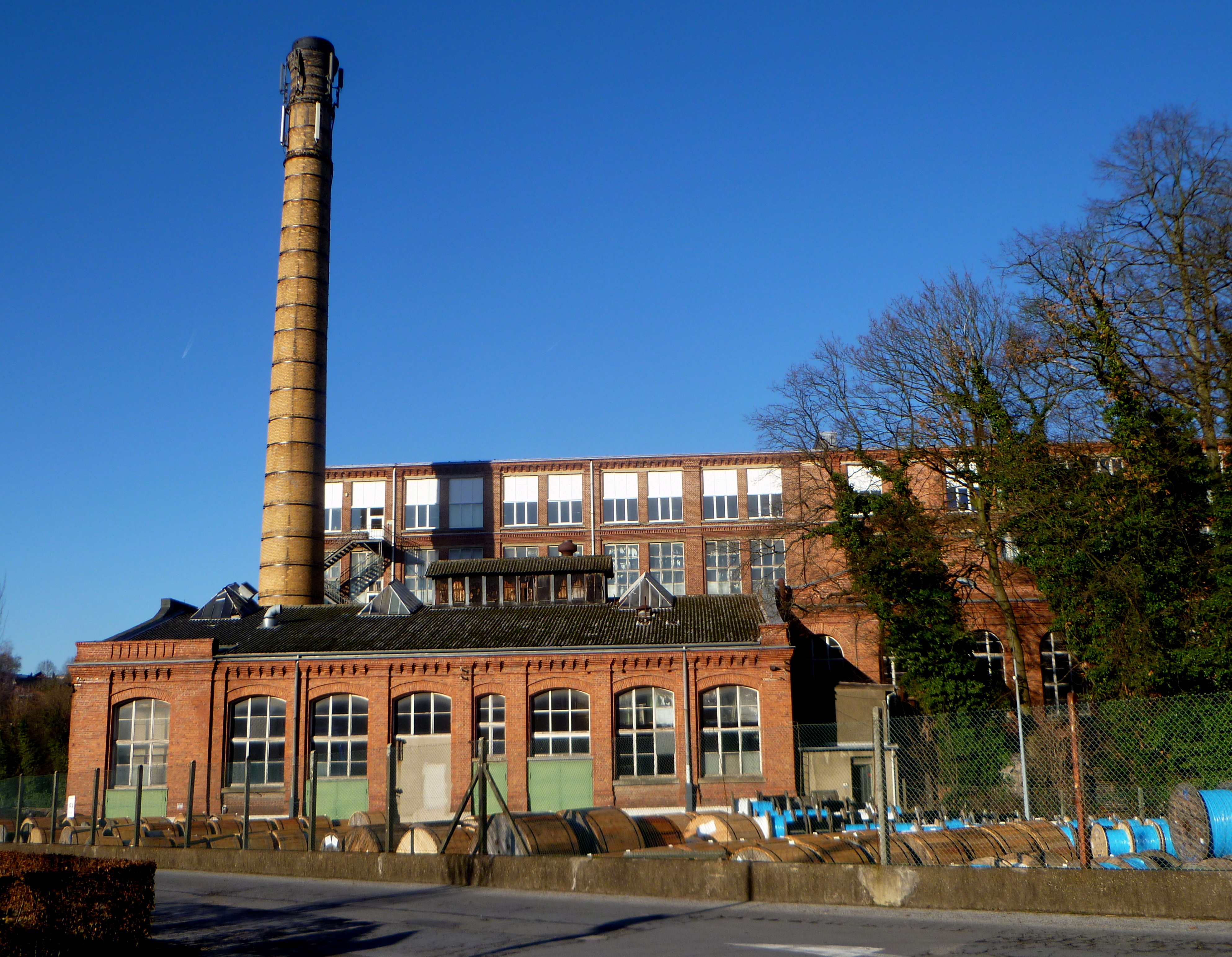
Teilansicht Kabelwerk Eupen

In der Weißspinnerei wurde eine erste Herstellungsstätte von Kunststoffschaum eingerichtet, die wegen Brandgefahr um 1969 auf ein Wiesengelände im Wesertal umziehen musste. Ein dazu notwendiger Neubau wurde 1971 auf dem Gelände längs der Oestraße errichtet und war in jener Zeit mit einer Fabrikationshalle von 18.000 m³ eines der modernsten und größten seiner Art in Europa.
1956 begann im Hauptwerk die Produktion von Kunststoffrohrextrusionen, die Anfang der 70er-Jahre in das frei gewordene ehemalige Schaumwerk in der alten Weißspinnerei umzog.
In den 1960er-Jahren erweiterte das Kabelwerk, vor allem nach der frühen Einführung des Kabelfernsehens in Belgien, ihre Produktpalette um Koaxialkabel, welches für Mobilfunkantennen Verwendung findet. Ab den 1970er-Jahren stellte man Sicherheitskabel für Kernkraftwerke her. Die Flammschutzeigenschaften dieses Produktes wurden weiterentwickelt und es wird bis heute im sensiblen Bereich neuer Kernkraftwerke verbaut. Zu Beginn der 1980er-Jahre und mit endgültiger Schließung der Kammgarnwerke, hatte das Kabelwerk deren sämtliche Fabrikgebäude übernommen, aber auch zahlreiche eigene Fertigungsgebäude erbauen oder modernisieren lassen. Ein Schwerpunkt war nun die Herstellung von Schutzrohrsysteme für Glasfaserkabel. Die nächsten Jahrzehnte waren geprägt durch weitere Forschungen und Entwicklungen zur Verbesserungen der Fertigungsprozesse. Eine starke Marktposition hat das Kabelwerk durch die Herstellung und Weiterentwicklung von Schlitzkabeln (auch strahlende Kabel genannt), die beispielsweise in Bergwerken, Tiefgaragen oder Tunneln eingesetzt werden, um dort den Mobilfunkempfang aufrechtzuerhalten.
Der Umsatz der Kabelwerk AG setzt sich aus 80 % Kabelproduktion und zu jeweils 10 % Produktion von Kunstschaum und Kunststoffrohren zusammen. Etwa 80 % des Umsatzes werden im Inland erzielt und rund 15 % im benachbarten Ausland. Durch stark schwankende Marktpreise des wichtigsten Rohstoffes Kupfer unterliegt der Umsatz ebenfalls starken Schwankungen.
Das Kabelwerk wurde zum wichtigsten Arbeitgeber der Region und beschäftigte im Jahr 2015 rund 1100 Mitarbeiter, davon 850 am Standort Eupen und ist damit größter industrieller Arbeitgeber der Region. Bis in die Gegenwart waren und sind immer noch Mitglieder der Gründerfamilie in wichtigen Funktionen in dem Unternehmen tätig, wie beispielsweise der Sohn eines der Gründer, Ritter Alfred Bourseaux oder Frédéric Charles Bourseaux.
Das Hochwasser in West- und Mitteleuropa 2021 richtete im Kabelwerk großen Schaden an, erst zwei Monate später liefen Teile der Fertigung wieder an. Aufgrund des Hochwassers machte der Betrieb im Jahr 2021 einen Verlust von 40 Millionen Euro.